# Síndrome de Kearns-Sayre
El síndrome de Kearns-Sayre (abreviado como SKS), también conocido como enfermedad oculocraneosomática o enfermedad oculocraneosomática-neuromuscular con fibras rojas rasgadas, es una enfermedad genética rara producida por una deleción de entre 1000-10000 pares de bases en el ADN mitocondrial. Fue descubierta en los años 1950 por Thomas Kearns y George Sayre.

## Cuadro clínico
Las características del SKS aparecen normalmente antes de los 20 años pero puede ser despertada en cualquier etapa de vida. La esperanza de vida de una persona afectada por el SKS se encuentra enteramente comprometida y se reduce en un 60% aproximadamente de manera súbita cuando pasan de 3 a 5 años a partir del momento en que se presentan los síntomas referentes al desarrollo de la enfermedad. Estudios científicos llevados a cabo en EE. UU., Brasil, Alemania y Francia muestran un aumento en la cantidad de seres afectados por dicha enfermedad, incluidos niños de ambos sexos a partir de los 4 años de edad, a los que se les atribuye también la "Sudden Death"(muerte súbita).
La expresión del SKS afecta de manera crítica a nivel oftalmológico, especialmente en el ojo. Las personas con SKS tienen una oftalmoplejia externa progresiva, es decir, debilidad o parálisis de los músculos oculares que disminuye los movimientos del ojo causando ptosis palpebral (caída del párpado superior). Los individuos afectados poseen también una condición ocular conocida como retinitis pigmentaria, que resulta de la degeneración del tejido fotosensitivo de la retina, dándole un aspecto manchado. Esta retinopatía puede causar pérdida de visión.
Además, las personas con SKS presentará al menos uno de los siguientes síntomas:
- Defectos en la conducción cardiaca: anomalías de las señales eléctricas que controlan el latido del corazón
- Ataxia: problemas de coordinación que provocan inestabilidad al caminar.
- Altos niveles de proteínas en el líquido cefalorraquídeo mayor a 100 mg/dl (fluido que rodea y protege el cerebro y la médula)

A nivel neurológico se expresa mediante síntomas clásicos de miopatía mitocondrial, entre ellos los de mayor gravedad refieren dolor neurálgico progresivo y debilidad muscular generalizada. Clínicamente los pacientes presentan debilidad muscular en ambas extremidades, cefaleas agudas y dificultades cognitivas (comúnmente demencia). También se observan habitualmente lesiones en la sustancia blanca. 
Otros rasgos característicos y secuelas del SKS: disfagia proximal, pérdida de audición, acidosis láctica, defectos renales, desórdenes gastrointestinales y dificultades en el aparato digestivo, enfermedades hepáticas, complicaciones respiratorias derivadas de las cardiopatías, retardo en el crecimiento y baja estatura. Además, las personas con SKS suelen presentar desórdenes endocrinologicos [diabetes mellitus, hipoparatiroidismo, hipotiroidismo y retardo puberal].
Una de las características citológicas de esta enfermedad son las fibras rojas rasgadas, que se pueden observar en los miocitos de los afectados y que aparece como un exceso en la cantidad de mitocondrias. Por ello, uno de los métodos de diagnóstico de mayor efectividad resulta ser la biopsia muscular combinada con microscopia electrónica

## Genética
El síndrome de Kearns Sayre se desarrolla por una mutación de ADN mitocondrial que resulta en una deleción de longitud variable. La más común, presente en aproximadamente un tercio de los afectados por SKS, conlleva la eliminación de 4678 nucleótidos (4.9 kb) desde la posición , correspondientes a 12 genes mitocondriales (de los 37 que hay ) que codifican para proteínas de la cadena de transporte de electrones. La pérdida de estos genes produce un déficit de producción de energía celular, ya que afecta gravemente a la fosforilación oxidativa, además de a la producción de proteínas mitocondriales. Aún no se sabe la relación entre los síntomas y signos del SKS y la deleción de estos genes mitocondriales, aunque probablemente se deban a la falta de energía celular, especialmente en el ojo, cuyos tejidos son altamente dependientes de la energía generada en mitocondrias.
A diferencia de la mayoría de las enfermedades mitocondriales no se hereda por vía materna, sino que sucede por una mutación al azar. Al presentarse mediante una mutación en un punto del desarrollo embrionario, el SKS se desarrolla como una enfermedad heteroplásmica, es decir, coexisten mitocondrias con ADN mutado y ADN normal. Esto hace que la expresión de la enfermedad pueda diferir entre individuos, ya que la distribución de ADN mitocondrial mutado en cada célula, tejido y órgano determinará los efectos fenotípicos de la enfermedad y será dependiente del momento del desarrollo en el que la mutación aparezca. Esto explica por qué dos pacientes con una mutación idéntica en el ADN mitocondrial  pueden presentar fenotipos completamente distintos, pudiendo derivar en diferentes síndromes. Estudios más recientes han concluido que las duplicaciones en el ADN mitocondrial pueden jugar un papel determinante en qué fenotipo se da. Parece que estas son características en todos los casos de personas afectadas por el síndrome de Kearns Sayre y también en el síndrome de Pearson, mientras que se encuentran ausentes en enfermos de síndrome de oftalmoplejía crónica progresiva externa (CPEO).

## Pronóstico
No existe cura por el momento para el síndrome de Kearns-Sayre, pero existe tratamiento paliativo para mejorar los síntomas de la enfermedad.